# 山玉成
山玉成（1908年12月7日—1977年8月8日），柬埔寨民族主义者、政治家。
出生在交趾支那茶荣省（今属越南），父亲为高棉族，母亲为中越混血儿。曾在西贡、蒙彼利埃和巴黎念过书，学习了一年的法律。回到印度支那后，他出版报纸鼓吹民族主义，呼吁柬埔寨人反抗法国的殖民统治。他支持国家社会主义。然而，虽然他是民族主义者，却支持建立大东亚共荣圈，并呼吁在柬埔寨学校中教授越南语。
1942年，山玉成发起反对法国的示威活动，而后流亡日本。1945年3月12日，西哈努克亲王在日本的支持下宣布柬埔寨独立，山玉成也从日本回国，并担任首相一职。同年10月下台。
山玉成拒绝加入金边的民主党政府，去暹粒组建自由高棉游击队抗击西哈努克政权。西哈努克把他当作最大的敌人之一，并改变了策略，与柬埔寨的共产主义者友好。1970年，朗诺将军发动政变，山玉成获邀加入新成立的高棉共和国，并在1972年出任总理。但不久之后便成为了炸弹袭击的目标，这可能是朗诺的弟弟朗农指使人干的。山玉成被解除职务，流亡越南共和国（南越）。
西贡易帜后，山玉成被越南南方共和国逮捕。1977年，在监禁中逝世。